# Jason Robards Sr.
Jason Robards Sr. (ur. 31 grudnia 1892 w Hillsdale, zm. 4 kwietnia 1963 w Sherman Oaks) – amerykański aktor, ojciec aktora Jasona Robardsa. Jego kariera trwała od 1921 do 1961.

## Wybrana filmografia
- 1930: Abraham Lincoln - William Herndon
- 1948: Marzenia o domu – wymarzone domy - John Retch
- 1949: Impact - sędzia
- 1961: Dzikus z prowincji - sędzia Tom Parker (niewymieniony w czołówce)